# Liste de locutions latines commençant par F
Aller à l'index de locutions latines
Fabricando fit faberou Fabricando fabri fimus : « La pratique fait l'ouvrier. » Équivalent français : “C'est en forgeant qu'on devient forgeron.”
Fac simile« Fait à l'identique. » Fax est une contraction de fac simile utilisée pour désigner un télécopieur.
Fama volat« La rumeur vole. » Virgile, l'Énéide, 3, 121. Voir ici cette métaphore dans le texte de Virgile.
Felix culpa« Heureuse faute. » La formule complète est O felix culpa, quœ talem ac tantum meruit habere redemptorem ! « Ô heureuse faute qui nous a donné un si grand rédempteur ». Elle trouve son origine dans une homélie de Saint Augustin et a été intégrée dans l'hymne du samedi pascal Exultet jam angelica turba cœlorum « Que la troupe angélique tressaille de joie dans les cieux. », pour la bénédiction des cierges. Saint Augustin appelle heureuse faute le péché originel, qui a mérité aux hommes la gloire d'être rachetés par le Fils de Dieu.
Felix qui potuit rerum cognoscere causas« Heureux celui qui a pu pénétrer le fond des choses. » Virgile, Géorgiques, 2, 490. Souvent cité pour vanter le bonheur de ceux dont l'esprit vigoureux pénètre les secrets de la nature et s'élève ainsi au-dessus des superstitions du vulgaire. Voir ici le texte de Virgile.
Fere libenter homines id quod volunt credunt« Généralement, les hommes croient ce qu'ils veulent croire. » César, Commentaires sur la Guerre des Gaules, 3, 18.
Festina lente !« Hâte-toi lentement !» Agis avec obstination mais sans précipitation.
 Fex urbis, lex orbis « Lie de la ville, loi du monde » Saint Jérôme, cité dans Les Misérables, V, I, 1.
Fiat Lux !« Que la Lumière soit !»  Bible, Genèse, 1, 3. Parole de Dieu lors de la Création du Monde. La phrase complète est : Fiat Lux, et Lux fit « Que la lumière soit, et la Lumière fut ». Variante Et facta est Lux.
Fiat voluntas tua« Que ta volonté soit faite. » Mots provenant du 'Notre-Père', une prière enseignée par Jésus à ses disciples (Mt 6:10) et reprise comme Oraison dominicale, qui résume la soumission du croyant à la volonté divine.
Fide, sed cui vide« Fais confiance, mais prends garde à qui. »
Fidei Defensor« Défenseur de la Foi. » Latin moderne. Abrégé (Fid Def) ou (fd). Titre attribué le 17 octobre 1521 à Henry VIII d'Angleterre par le Pape Léon X avant qu'il devienne hérétique. Ce titre est toujours revendiqué par les souverains britanniques et figure, en abrégé, sur les pièces de monnaie.
Fides quaerens intellectum« La foi cherchant l'intelligence » Expression due à saint Anselme de Cantorbéry (XIe siècle) résumant sa recherche philosophico-théologique, et reprise au cours des siècles par les théologiens qui cherchent à exprimer de manière acceptable à la raison humaine les mystères de la foi chrétienne.
Finis coronat opus« La fin couronne l'œuvre. » S'emploie en bonne ou en mauvaise part. Peut se comprendre, par exemple comme In cauda venenum, ou comme La fin justifie les moyens, ou enfin comme les résultats sont ce que les débuts laissaient prévoir.
Flagellum Dei« Fléau de Dieu. » Attila le Hun.
Flagrante delicto« En flagrant délit. » (Terme de droit).
Florebo quocumque ferar« Je fleurirai partout où je serai porté. » Devise de la Compagnie française des Indes occidentales aux XVIIe et XVIIIe siècles. Aujourd'hui devise de l'île de La Réunion.
Fluctuat nec mergitur« Elle tangue mais ne sombre pas. » Devise de la ville de Paris et de celle d'Aimargues. On lit trop souvent la mauvaise  traduction : "Elle flotte et ne sombre pas". Cette tautologie obscurcit le vrai sens de la devise. Fluctuat signifie « être bousculé », « tanguer ». Ainsi, la ville, bien qu'elle soit « bousculée », qu'elle « tangue », n'est jamais « engloutie », « absorbée » (vrai sens de mergitur) par les épreuves et les revers. Il faut donc lire : « Elle tangue mais ne sombre pas. »
Forsan et haec olim meminisse juvabit« Peut-être un jour vous souviendrez-vous de ceci avec bonheur.» Énéide (I, 203).
Fontes aquarum« La source des eaux. ». Bible, Psaume 41, 1 : Quemadmodum desiderat cervus ad fontes aquarum, ita desiderat anima mea ad te, Deus. « Ainsi que le cerf altéré cherche la source, mon âme te cherche, Seigneur. »
Fortes fortuna juvat« La chance favorise les courageux. ». Voir Audaces fortuna juvat.
Fortissimi sunt belgae« Les plus braves sont les Belges. » César, Commentaires sur la Guerre des Gaules, 1, 1, 3. Voir Horum omnium fortissimi sunt Belgae.
Fortuna caeca est« La chance est aveugle. » Cicéron, De Amicita, 15, 54. Voir le contexte ici.
Fragrans feminæ« Odeur de femme. »
Fraus omnia corrumpit« La fraude entache de nullité tout acte accompli sous son couvert. » Adage juridique.
Fugit irreparabile tempus« Le temps s'enfuit, perdu pour toujours. » Virgile, Géorgiques, 3, 284. Vers imité ou paraphrasé par La Fontaine, Boileau, Walter Scott…
Furor arma ministrat« La fureur fournit des armes » Virgile, l'Énéide, 1, 150. Voir ici le texte de Virgile.
Aller à l'index de locutions latines

### Fama volat
Virgile, l’Énéide, 3, 121. [Traduction : Université Catholique de Louvain.]
| Fama uolat pulsum regnis cessisse paternis Idomenea ducem, desertaque litora Cretae hoste uacare domos, sedesque adstare relictas. | Le vent de la rumeur rapporte que le prince Idoménée est parti, expulsé du royaume de ses pères, que les rivages de Crète sont désertés, la place vide d'ennemis, et les demeures abandonnées disponibles. |
Retour à la liste des locutions latines

### Felix qui potuit rerum cognoscere causas
Virgile, Géorgiques, 2, 490. [Traduction : Maurice Rat ; Virgile. Les Bucoliques et les Géorgiques ; Paris, Garnier, 1932.]
| Felix qui potuit rerum cognoscere causas atque metus omnis et inexorabile fatum subiecit pedibus strepitumque Acherontis auari : fortunatus et ille deos qui nouit agrestis Panaque Siluanumque senem Nymphasque sorores. Illum non populi fasces, non purpura regum flexit et infidos agitans discordia fratres, aut coniurato descendens Dacus ab Histro, non res Romanae perituraque regna ; neque ille aut doluit miserans inopem aut inuidit habenti. | Heureux qui a pu connaître les causes des choses et qui a mis sous ses pieds toutes les craintes, et l'inexorable destin, et le bruit de l'avare Achéron ! Mais fortuné aussi celui qui connaît les dieux champêtres et Pan et le vieux Silvain et les Nymphes sœurs ! Celui-là, ni les faisceaux du peuple, ni la pourpre des rois ne l'ont fléchi, ni la discorde poussant des frères sans foi, ni le Dace descendant de l'Ister conjuré, ni les affaires de Rome, ni les royaumes destinés à périr ; celui-là ne voit autour de lui ni indigents à plaindre miséricordieusement, ni riches à envier. |
Retour à la liste des locutions latines

### Fortuna caeca est
Cicéron, De Amicitia, 15, 54. [Traduction : Charles Appuhn ; Cicéron, De la vieillesse, De l'amitié, Des devoirs ; Paris, Garnier, 1933.]
| Quis enim aut eum diligat quem metuat, aut eum a quo se metui putet ? Coluntur tamen simulatione dumtaxat ad tempus. Quod si forte, ut fit plerumque, ceciderunt, tum intellegitur quam fuerint inopes amicorum. Quod Tarquinium dixisse ferunt, tum exsulantem se intellexisse quos fidos amicos habuisset, quos infidos, cum iam neutris gratiam referre posset. Quamquam miror, illa superbia et importunitate si quemquam amicum habere potuit. Atque ut huius, quem dixi, mores ueros amicos parare non potuerunt, sic multorum opes praepotentium excludunt amicitias fideles. Non enim solum ipsa Fortuna caeca est sed eos etiam plerumque efficit caecos quos complexa est ; itaque efferuntur fere fastidio et contumacia nec quicquam insipiente fortunato intolerabilius fieri potest. | Comment aimer en effet celui qu'on redoute et de qui l'on doit penser qu'on est redouté ? On courtise, il est vrai, les tyrans mais ce n'est que par feinte et pour un temps. S'ils viennent à tomber, ce qui est leur destinée fréquente, on connaît alors combien pauvres ils étaient en amis. C'est ainsi que Tarquin, à ce qu'on rapporte, déclara n'avoir su qu'après son bannissement quels étaient ses amis fidèles, quels les infidèles, parce qu'alors il ne pouvait plus ni récompenser ni punir. Et encore je serais surpris qu'avec son orgueil insupportable il ait pu avoir un seul ami. Or si son caractère s'opposait à ce qu'il eût de vrais amis, dans bien des cas de même la haute situation des puissants exclut toute possibilité d'amitié fidèle, car, aveugle elle-même, la fortune rend en outre souvent aveugles ceux qu'elle comble de caresses : ils sont gonflés d'orgueil, pleins d'arrogance et il ne peut rien y avoir de plus insupportable qu'un sot gâté par la fortune. |
Retour à la liste des locutions latines

### Furor arma ministrat
Virgile, Énéide, livre I, vers 142 et suiv. [Traduction André Bellessort, Édition Les Belles Lettres, Paris, 1964.]
| Sic ait, et dicto citius tumida aequora placat, collectasque fugat nubes, solemque reducit. Cymothoe simul et Triton adnixus acuto detrudunt navis scopulo; levat ipse tridenti ; et vastas aperit syrtis, et temperat aequor, atque rotis summas levibus perlabitur undas. Ac veluti magno in populo cum saepe coorta est seditio, saevitque animis ignobile volgus, iamque faces et saxa volant—furor arma ministrat ; tum, pietate gravem ac meritis si forte virum quem conspexere, silent, arrectisque auribus adstant ; ille regit dictis animos, et pectora mulcet,— sic cunctus pelagi cecidit fragor, aequora postquam prospiciens genitor caeloque invectus aperto flectit equos, curruque volans dat lora secundo. | Il dit et, plus rapidement encore, il calme les flots gonflés, met en fuite le rassemblement des nuages et ramène le soleil. Tous deux, Cymothoé et Triton, pesant sur les navires, les détachent de la pointe des rocs. Le dieu lui-même les soulève de son trident, leur ouvre les vastes Syrtes, et aplanit les eaux dont il rase de ses roues légères la surface ondoyante. Il arrive souvent dans un grand peuple qu'une sédition éclate et que l'ignoble plèbe entre en fureur. Déjà les torches volent et les pierres ; la folie fait arme de tout. Mais alors, si un homme paraît que ses services et sa piété rendent vénérable, les furieux s'arrêtent, se taisent, dressent l'oreille : sa parole maîtrise les esprits et adoucit les cœurs. Ainsi tout le fracas de la mer est tombé, du moment que le dieu, la surveillant du regard, lance ses chevaux sous un ciel redevenu serein ; il leur lâche les rênes, et son char glisse et vole. |
Retour à la liste des locutions latines